# Puigcerver (Senterada)
Puigcerver és un poble del terme municipal de Senterada, a la comarca del Pallars Jussà. És a 1 quilòmetre en línia recta al sud-est del seu cap de municipi, però molt enlairat damunt seu.
S'hi arriba per una pista que surt de l'extrem nord-est del poble de Senterada, al capdamunt de l'Avinguda del Flamisell, d'on surt cap a llevant per travessar el riu i pujar, fent revolts per guanyar alçada, durant uns 4 km, fins que arriba a Puigcerver.

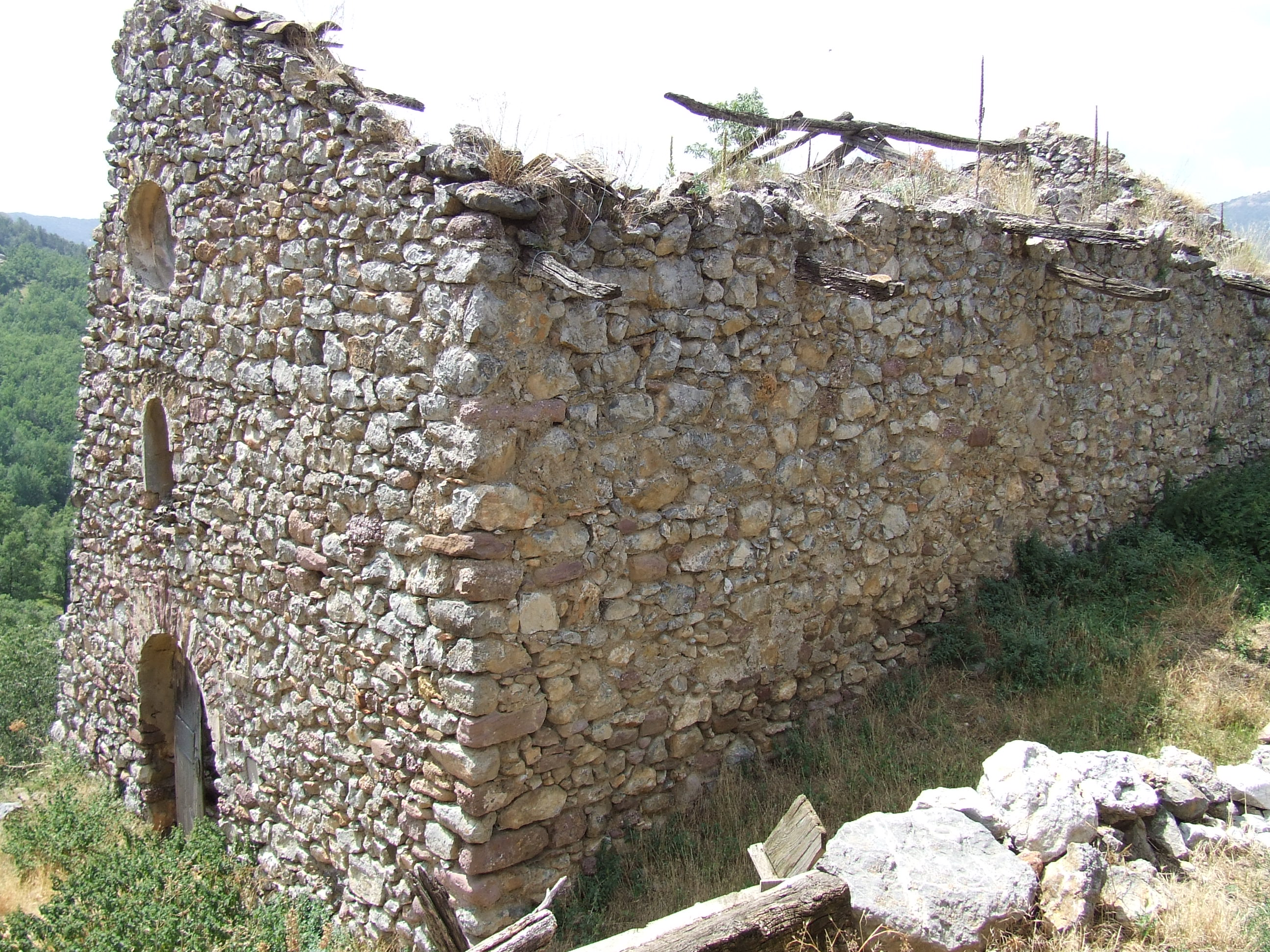
Sant Salvador de Puigcerver

Està situat a l'extrem de ponent d'una carena, de manera que queda penjat enlairat a llevant de la vall del Flamisell, al sud-est de Senterada. El poble, quasi del tot destruït, formava un recinte clos a l'extrem de ponent, amb un carrer que hi duia, seguint la carena, des de llevant, que és on arribava el camí, i la carretera actual, procedent de Senterada. Al costat de llevant del poble hi havia l'església i Casa Gasset, una de les cases de més importància del poble. Una altra casa també molt important, possible hereva del castell de Puigcerver per algun dels elements que conserva, és a la punta del poble, pràcticament damunt del penya-segat.
L'església de Puigcerver, que havia estat sufragània de Santa Maria de Gràcia de Senterada, està advocada a Sant Salvador. Tenia un campanar de torre a l'angle nord-oest, però va caure a mitjan segle xx, esfondrant una part de l'església. Actualment tota ella és en ruïnes.
En el poble hi ha, a més, la capella de la Mare de Déu del Carme a la casa Gasset.

## Etimologia
Puigcerver és un nom compost. És descriptiu, i ja plenament romànic, és a dir, format ja dins del català. D'una banda, es tracta d'un puig, és a dir una muntanya de no gaire alçada, i de l'altra, evidencia la presència de cérvols, d'alguna de les menes abundoses antigament en el Pirineu. Es tracta, doncs, de la muntanyeta dels cérvols.

## Història

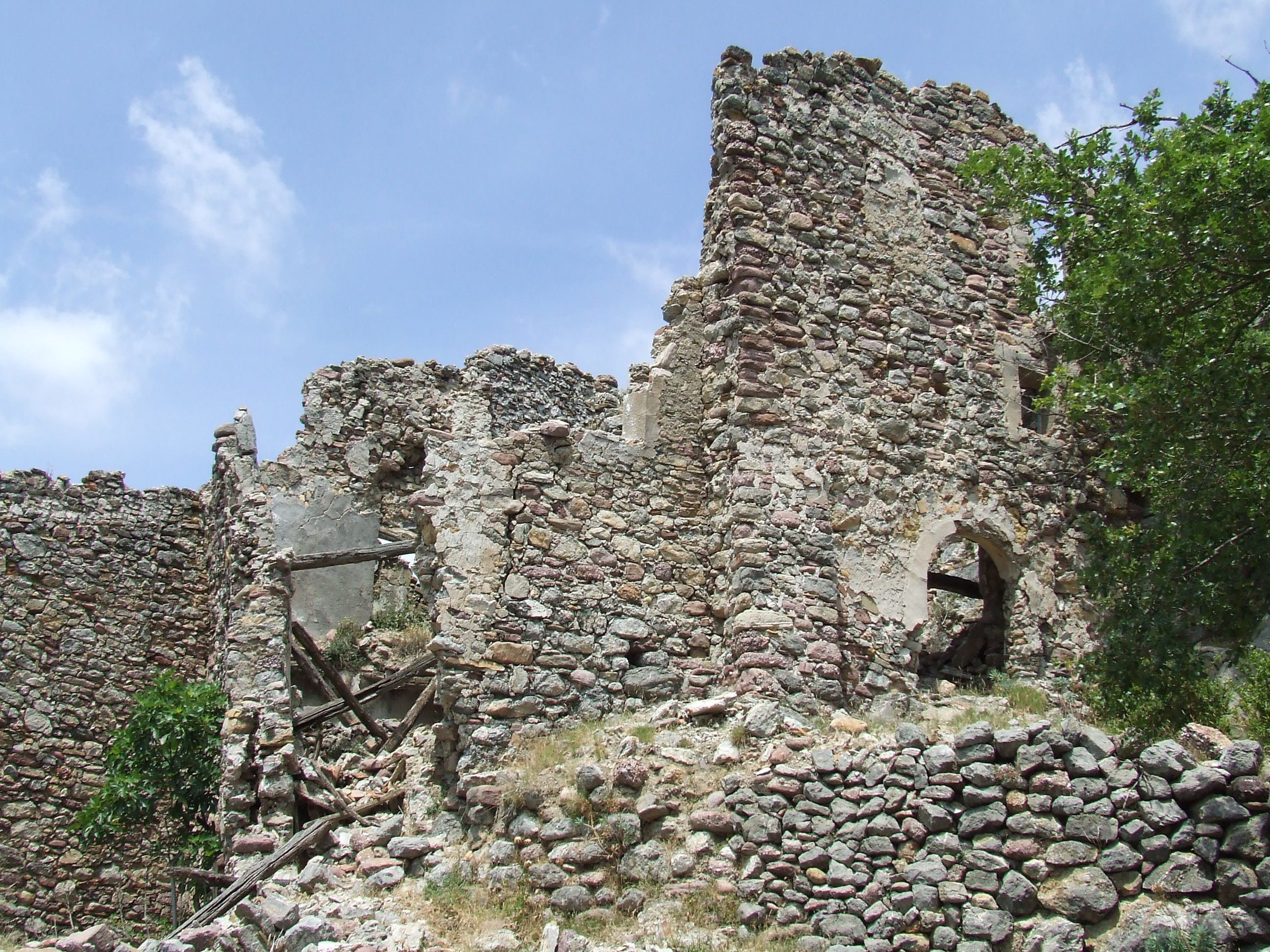
Casa senyorial que podria contenir elements d'un antic castell

En el Fogatge del 1553 apareix unit a Cabestany, Montcortès, Balestui i Bretui, però hi consten almenys 6 focs, de Puigcerver (uns 30 habitants).
El 1831 consten a Puigcerver, conjuntament amb Lluçà, 25 habitants, i el senyor del lloc era el Marquès de Pallars.
En el Diccionario geográfico... de Pascual Madoz, del 1845, es parla de Puigxervé. Diu que és en el vessant meridional d'un turó, amb clima fred i en lloc combatut pels vents del nord. Tenia en aquell moment 6 cases. El territ és escabrós, de qualitat mitjana, i de secà. Hi ha rouredes i alzinars. S'hi feia blat, ordi, pomes, peres i aglans. De bestiar, hi ha ovelles, cabres, porcs i vaques. De caça, conills, perdius i llebres. S'hi comptaven 16 veïns (caps de família) i 97 ànimes (habitants).
Vers el 1900, Ceferí Rocafort situa a Puigcerver 10 edificis i 26 habitants.
El 1970 hi havia 5 habitants, a Puigcerver; el 1981, en tenia 6, que passaren a 5 altre cop el 2005. El poble va arribar a estar del tot despoblat i abandonat, però la presència de joves artesans que s'hi han establert recentment l'ha revifat una mica.